# Гу Гуанмин
Гу Гуанми́н (кит. упр. 古广明, пиньинь Gǔ Guǎngmíng; род. 31 января 1959,) — китайский профессиональный футболист и футбольный менеджер. Он получил прозвище «вьюн» за свою способность вести мяч при нехватке пространства на флангах и углах поля, избегая подкатов. С 1976 по 1985 год Гу играл за провинциальную команду «Гуандун Хунъюань» в полу-профессиональной китайской Цзя Лиге. После этого он стал вторым китайским футболистом, сыгравшим в профессиональной лиге Европы. Он играл за «Дармштадт 98» во Второй Бундеслиге с 1987 по 1992 год. На международном уровне он играл за сборную Китая с 1979 по 1985 год участвовал в квалификации к чемпионатам мира 1982 и 1986 года.

## Биография
Гу считался очень талантливым молодым игроком и в 1976 году присоединился к клубу китайской Цзя лиги «Гуандун Хунъюань». В 1979 году Гу выиграл свой первый чемпионский титул, благодаря чему в конце года получил первый вызов в сборную. С национальной сборной он принимал участие в Кубках Азии 1980 и 1984 года. В последнем розыгрыше Китай дошёл до финала, где уступил Саудовской Аравии со счётом 2:0. Также Гу участвовал в квалификационных раундах чемпионатов мира 1982 и 1986 года.
В 1985 году Гу сломал правую голень в домашнем матче против «Бэйцзин Гоань», и почти на два года выбыл из строя. В 1987 году он вернулся к игре уже в Германии, в составе «Дармштадт 98» из Второй Бундеслиге. Он стал одним из первых футболистов из Китая, сыгравшим в европейской профессиональной лиге. 22 июля 1987 года Гу дебютировал за клуб в матче против «Саарбрюккена», он вышел на замену на 34-й минуте вместо Рафаэля Санчеса. Незадолго до финального свистка он забил свой первый гол за клуб, принеся победу со счётом 2:0. Всего за пять сезонов в «Дармштадте» он сыграл 108 матчей и забил восемь голов.
После окончания карьеры игрока Гу стал менеджером. Во второй половине 90-х он возглавлял «Гуанчжоу Сунжи», а в 2006—2007 годах руководил «Гуанчжоу Эвергранд».